# Paul Walker (psychologue)
Pour les articles homonymes, voir Paul Walker et Walker.
Paul Allen Walker (29 septembre 1946 – 16 novembre 1991) est un psychologue social américain et président fondateur de la Harry Benjamin International Gender Dysphoria Association, maintenant connue comme la World Professional Association for Transgender Health depuis 1979. Il a également servi en tant que directeur du Janus Information Facility.

## Biographie
Walker obtient un doctorat en psychologie sociale de l'Université de Rochester en 1976. Il effectue des recherches avec John Money par l'intermédiaire du Bureau de Recherche Psychohormonal de la faculté de médecine de l'université Johns Hopkins.
Walker lance un programme de traitement pour délinquant sexuel à l'Université de médecine du Texas à Galveston en 1976. Il a également participé à la Gender Clinic.
Walker commence sa pratique privée au début des années 1980, et il déménage son bureau en 1952 à Union Street, à San Francisco, en Californie, pour s'occuper de patients transgenres, notamment ceux souffrant de dysphorie de genre, qui s'identifient avec le cerveau d'un genre, pris dans le corps du sexe opposé, communément appelés transsexuels. Ouvertement gay, il vit sur Castro Street, le quartier le plus populaire de San Francisco pour les gays, et poursuit sa pratique pour aider, notamment, les patients candidats à la chirurgie de réattribution sexuelle (CRS) quasiment jusqu'à sa mort. La diagnostic de Walker pour chacun de ses patients est généralement juste de « l'anxiété » pour préserver la confidentialité jusqu'au début du test de vie réelle, maintenant communément appelée la transition. Avant la CRS, la transition est nécessaire durant 12 mois continus, c'est-à-dire vivre selon la véritable identité de genre. La recommandation pour l'approbation de la CRS nécessite deux médecins ; soit peut être un psychiatre ou un psychologue.
Walker est décédé des complications du VIH/SIDA.

## Sélection de publications
- Meyer WJ 3rd, Webb A, Stuart CA, Finkelstein JW, Lawrence B, Walker PA (1986). Physical and hormonal evaluation of transsexual patients: a longitudinal study. Arch Sex Behav. 1986 Apr;15(2):121-38. PMID 3013122
- Meyer WJ 3rd, Walker PA, Emory LE, Smith ER (1985). Physical, metabolic, and hormonal effects on men of long-term therapy with medroxyprogesterone acetate. Fertil Steril. 1985 Jan;43(1):102-9. PMID 3155506
- Meyer WJ 3rd, Furlanetto RW, Walker PA (1982). The effect of sex steroids on radioimmunoassayable plasma somatomedin C concentrations. J Clin Endocrinol Metab. 1982 Dec;55(6):1184-7. PMID 6215421
- Meyer WJ 3rd, Finkelstein JW, Stuart CA, Webb A, Smith ER, Payer AF, Walker PA (1981). Physical and hormonal evaluation of transsexual patients during hormonal therapy. Arch Sex Behav. 1981 Aug;10(4):347-56. PMID 6794543
- Payer AF, Meyer WJ 3rd, Walker PA (1979). The ultrastructural response of human Leydig cells to exogenous estrogens. Andrologia. 1979;11(6):423-36. PMID 532984
- Meyer WJ 3rd, Walker PA, Wiedeking C, Money J, Kowarski AA, Migeon CJ, Borgaonkar DS (1977). Pituitary function in adult males receiving medroxyprogesterone acetate. Fertil Steril. 1977 Oct;28(10):1072-6. PMID 908446
- Walker PA (1976). Attitudes toward drug use and sexual behavior. 166 pp. Ph.D. dissertation, University of Rochester
- Walker PA, Money J (1972). Prenatal androgenization of females. A review. Hormones. 1972;3(2):119-28. PMID 4631985